# Clar (cognom)
Clar  (en llatí Clarus) era un cognomen de família romana que no apareix fins en temps de l'Imperi, al segle ii.
Membres destacats de la família van ser:
- Gai Sèptic Clar, íntim amic de Plini el jove
- Marc Eruci Clar, general o cònsol romà
- Sext Eruci Clar, cònsol roma
- Gai Eruci Clar, cònsol romà
- Juli Eruci Clar, cònsol romà